# هرابیتیتسه
هرابیتیتسه (به چکی: Hrabětice) یک منطقهٔ مسکونی در جمهوری چک است که در ناحیه زنویمو واقع شده‌است. هرابیتیتسه ۱۶٫۰۵ کیلومتر مربع مساحت و ۸۸۸ نفر جمعیت دارد و ۱۹۵ متر بالاتر از سطح دریا واقع شده‌است.